# Стенлі (Айова)
Стенлі (англ. Stanley) — місто (англ. city) в США, в округах Б'юкенан і Фаєтт штату Айова. Населення — 81 особа (2020).

## Географія
Стенлі розташоване за координатами 42°38′31″ пн. ш. 91°48′43″ зх. д. / 42.64194° пн. ш. 91.81194° зх. д. (42.641963, -91.811891).  За даними Бюро перепису населення США в 2010 році місто мало площу 0,62 км², з яких 0,62 км² — суходіл та 0,00 км² — водойми.

## Демографія
Згідно з переписом 2010 року, у місті мешкало 125 осіб у 43 домогосподарствах у складі 34 родин. Густота населення становила 200 осіб/км².  Було 49 помешкань (78/км²).
Расовий склад населення:
| - 90,4 % — білих - 1,6 % — корінних американців - 0,8 % — чорних або афроамериканців |

До двох чи більше рас належало 7,2 %. Частка іспаномовних становила 1,6 % від усіх жителів.
За віковим діапазоном населення розподілялося таким чином: 34,4 % — особи молодші 18 років, 48,8 % — особи у віці 18—64 років, 16,8 % — особи у віці 65 років та старші. Медіана віку мешканця становила 34,3 року. На 100 осіб жіночої статі у місті припадало 86,6 чоловіків;  на 100 жінок у віці від 18 років та старших — 95,2 чоловіків також старших 18 років.
Середній дохід на одне домашнє господарство  становив 47 598 доларів США (медіана — 41 875), а середній дохід на одну сім'ю — 46 515 доларів (медіана — 41 875). Медіана доходів становила 44 688 доларів для чоловіків та 30 000 доларів для жінок. За межею бідності перебувало 6,1 % осіб, у тому числі 2,9 % дітей у віці до 18 років та 20,0 % осіб у віці 65 років та старших.
Цивільне працевлаштоване населення становило 53 особи. Основні галузі зайнятості: виробництво — 24,5 %, роздрібна торгівля — 20,8 %, транспорт — 17,0 %, освіта, охорона здоров'я та соціальна допомога — 15,1 %.